# Panopsis cinnamomea
Panopsis cinnamomea är en tvåhjärtbladig växtart som beskrevs av Henri François Pittier. Panopsis cinnamomea ingår i släktet Panopsis och familjen Proteaceae. Inga underarter finns listade i Catalogue of Life.